# Houcine Chouk
Houcine Chouk, né le 2 décembre 1946 à Nefta, est un homme politique tunisien.

## Biographie
Chouk est ministre des Transports du 9 octobre 1997 au 5 septembre 2002.

## Vie privée
Il est marié et père de trois enfants.